# King Edward VI Aston
King Edward VI Aston School är en pojkskola med specialinriktning på sport. Pojkarna är mellan 11 och 18 år. Skolan ligger i stadsdelen Aston i Birmingham i England.

## Sport
Eftersom skolan är en sportskola erbjuder den 27 olika sporter till sina elever. Skolans huvudsport är dock Rugby.